# HD 150580
HD 150580，又名BD+25 3115，SAO 84536、HR 6208，是一颗恒星，视星等为6.06，位于銀經44.12，銀緯38.82，其B1900.0坐标为赤經16h 36m 51.7s，赤緯+25° 38.82′ 6″。